# 普瓦图地区瓦朗斯
普瓦图地区瓦朗斯（法語：Valence-en-Poitou，法語發音：[valɑ̃s ɑ̃ pwatu]）是法国维埃纳省的一个市镇，属于蒙莫里永区。该市镇于2019年由原市镇库埃、索昂库埃、沙蒂永、派雷和沃村合并而成，行政中心位于库埃。

## 地名
普瓦图（Poitou）是历史上该地所属的一个行省；“瓦朗斯”（Valence）指的是当地的瓦朗斯修道院。

## 地理
普瓦图地区瓦朗斯（46°17'59"N, 0°10'55"E）面积83.22 平方千米，位于法国新阿基坦大区维埃纳省，该省份为法国中西部省份，北起曼恩-卢瓦尔省和安德尔-卢瓦尔省，西接德塞夫勒省，南至夏朗德省，东南接上维埃纳省，东临安德尔省。
与普瓦图地区瓦朗斯接壤的市镇（或旧市镇、城区）包括：塞勒莱韦斯科、维沃讷、武隆、昂谢、尚帕涅圣伊莱尔、罗马涅、圣索旺、布朗宰。
普瓦图地区瓦朗斯的时区为UTC+01:00、UTC+02:00（夏令时）。

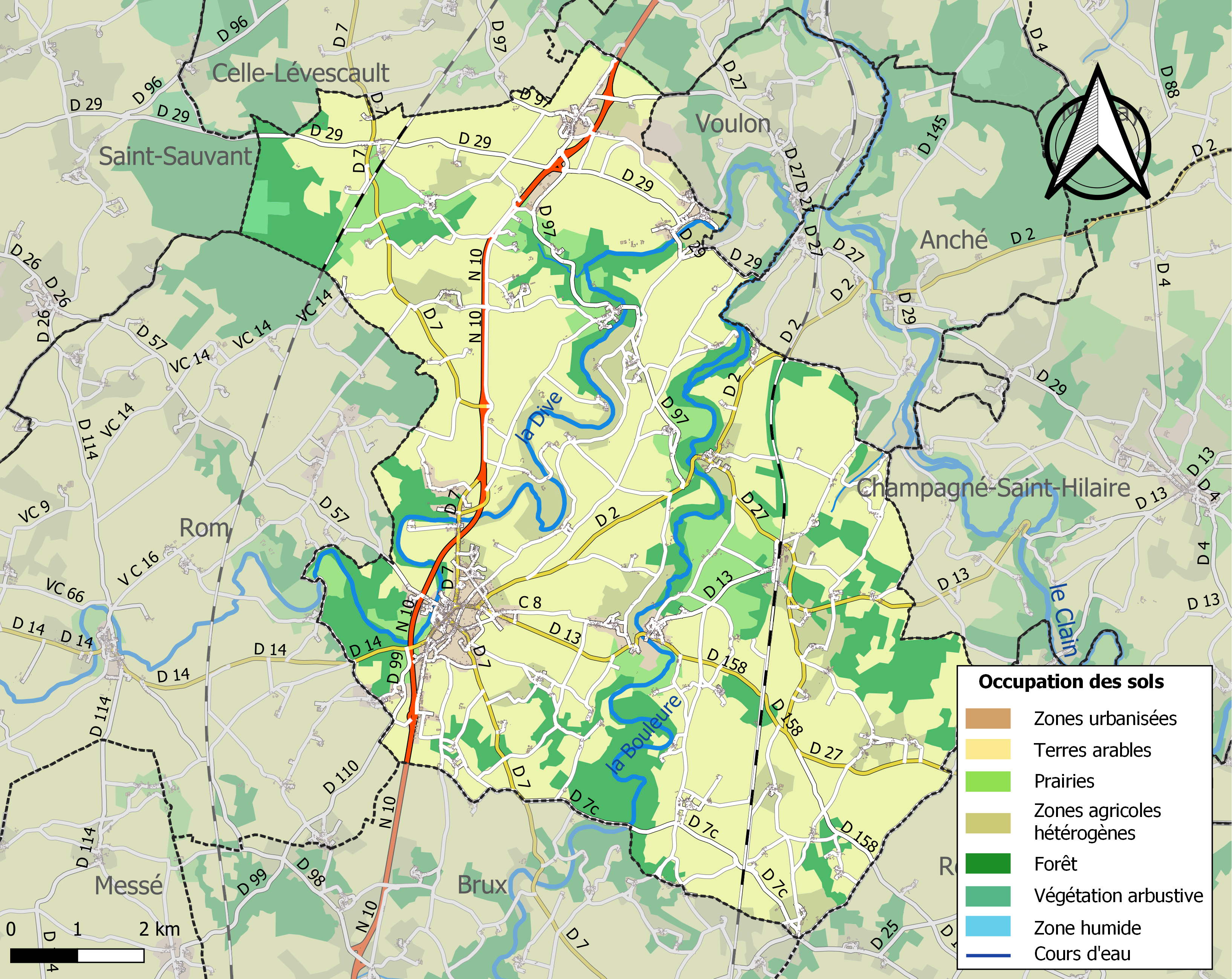
普瓦图地区瓦朗斯的OSM定位图

## 行政
普瓦图地区瓦朗斯的邮政编码为86700，INSEE市镇编码为86082。

## 政治
普瓦图地区瓦朗斯所属的省级选区为吕西尼昂县。

## 人口
普瓦图地区瓦朗斯于2022年1月1日时的人口数量为4323人。